# Empire (album)
Empire – drugi album zespołu Kasabian. Został wydany 28 sierpnia 2006 roku nakładem wytwórni Columbia Records. 

## Lista utworów
1. "Empire" – 3:24
2. "Shoot the Runner" – 3:27
3. "Last Trip (In Flight)" – 2:53
4. "Me Plus One" – 2:28
5. "Sun Rise Light Flies" – 4:08
6. "Apnoea" – 1:48
7. "By My Side" – 4:14
8. "Stuntman" – 5:19
9. "Seek & Destroy" – 2:15
10. "British Legion" – 3:19
11. "The Doberman" – 5:34